# الحزب الشيوعي اليوناني
الحزب الشيوعي اليوناني هو حزب سياسي ماركسي لينيني في اليونان. أُسس الحزب على يدي أفرام بينارويا في عام 1918 تحت مسمى حزب العمال الاشتراكي اليوناني (وتبنى الحزب اسمه الحالي في نوفمبر من عام 1924)، وهو أقدم حزب سياسي في السياسة اليونانية الحديثة. حُظر الحزب في عام 1936، إلا انه لعب دورًا بارزًا في المقاومة اليونانية والحرب الأهلية اليونانية وبلغ تعداد عضوياته أوجه في أواسط أربعينيات القرن العشرين. استعاد الحزب الشيوعي اليوناني صفته القانونية في أعقاب سقوط المجلس العسكري اليوناني الذي حكم اليونان بين عامي 1967 و1974.
فاز أعضاء الحزب بمقاعد في البرلمان في كافة الانتخابات منذ استعادة البرلمان عام 1974، وشارك الحزب في حكومة ائتلافية في عام 1989 حين حصل على ما يزيد عن 13% من مجموع الأصوات.

## التاريخ

### التأسيس
منحت ثورة أكتوبر التي قادها البلاشفة في روسيا عام 1917 زخمًا لتأسيس الأحزاب الشيوعية في العديد من البلدان في جميع أنحاء العالم. تأسس الحزب الشيوعي اليوناني في 4 نوفمبر من عام 1918 تحت مسمى حزب العمال الاشتراكي اليوناني. وترأس الحزب لجنةٌ مركزية تتألف من خمسة أعضاء هم نيكوس ديميتراتوس ودي. ليغدوبولوس وإم. سيديريس وإيه. أرفانيتيس وإس. كوكينوس. لعب أفرام بينارويا دورًا أساسيًا في تأسيس الحزب عام 1918.
يمتلك الحزب جذورًا تعود إلى أكثر من 60 عامًا من المجموعات الاشتراكية والفوضوية والشيوعية الصغيرة، وبشكل خاص في المناطق الصناعية. مقتدية بكمونة باريس وحركة عمال شيكاغو في عام 1892 في تبنّي يوم عمل من 8 ساعات، كان لهذه المجموعات أهداف سياسية فورية تتمثل في توحيد العمال اليونانيين في النقابات، وتطبيق يوم عمل من ثماني ساعات في اليونان ورواتب أفضل للعمال. وتأسس حزب اشتراكي شيوعي موحد في اليونان مستلهمًا كمونة باريس والجهود الثورية الشيوعية في الولايات المتحدة وألمانيا وروسيا في بداية القرن العشرين والدمار الذي جلبته قرابة 20 عامًا من الحروب على العمال اليونانيين.
في المؤتمر الثاني للحزب الشيوعي الاشتراكي اليوناني الذي عقد في أبريل من عام 1920، قرر الحزب إقامة تحالف مع الكومنترن، وهو منظمة شيوعية أممية تأسست في موسكو من عام 1919. وغير الحرب اسمه إلى حزب العمل الاشتراكي الشيوعي اليوناني. انتُخبت لجنة مركزية جديدة ضمت نيكوس وباناغيس ديميتراتوس ويانيس كورداتوس وجي. دوماس وإم. سيديريس. في المؤتمر الاستثنائي الثالث لحزب العمل الاشتراكي الشيوعي اليوناني الذي عُقد في نوفمبر من عام 1924، أعيدت تسمية الحزب إلى الحزب الشيوعي اليوناني وتبنى مبادئ الماركسية اللينينية. وانتُخب بانديليس بوليوبولوس أمينًا عامًا. ومنذ ذلك الحين عمل الحزب على أساس المركزية الديمقراطية.

## الحزب الشيوعي اليوناني بين الحربين العالميتين
عارض الحزب الشيوعي اليوناني بشدة دخول اليونان في الحرب اليونانية التركية بين عامي 1919 و1922، إذ اعتبرها مخططًا إمبرياليًا للسيطرة على السوق في آسيا الصغرى نظرًا إلى الأوضاع السياسية الجديدة التي أعقبت انهيار الإمبراطورية العثمانية. أخذ أعضاء الحزب الشيوعي اليوناني ينشرون هذا الموقف على جبهة الحرب، الأمر الذي أثار اتهامات بالخيانة من قبل الحكومة اليونانية، وداخل البلاد أيضًا. تعاون الحزب الشيوعي اليوناني مع السفير السوفييتي لإقناع إدارة فينيزيلوس بسحب قواتها من آسيا الصغرى ولإقناع الاتحاد السوفييتي بممارسة ضغوط سياسية على مصطفى كمال أتاتورك ليمنح حكمًا ذاتيًا للمدن اليونانية في آسيا الصغرى.
لعب الحزب الشيوعي دورًا بارزًا في الإضرابات والتظاهرات المناوئة للحرب وفي تأسيس النقابات العمالية وجمعيات العمال. دعم الحزب الشيوعي اليوناني والقوى السياسية اليسارية الأخرى إنشاء نقابات عمالية في كافة القطاعات، وضمت تلك القوى الاتحاد العام للعمال اليونانيين الذي كان يملك أهدافًا مشتركة مع الحزب الشيوعي اليوناني.
قوبلت هذه الأنشطة بمعارضة من حكومات منتصف الحرب. في عام 1929، أقر جيورجيوس باباندريو بصفته وزيرًا للتعليم في حكومة إليفثيريوس فينيزيلوس تشريعًا ضد المعلمين الشيوعيين المنظمين، الذين كانوا يعرفون باسم إيديونيمون. عادة ما استُخدم هذا التشريع لملاحقة أعضاء الحزب الشيوعي والناشطين اليساريين الآخرين. بموجب تشريع إيديونيمون، تقرر طرد جميع أعضاء الحزب الشيوعي اليوناني، باعتبارهم خطرًا على الدولة، من الخدمة العامة أو نفيهم. في عام 1931 تولى نيقوس زخريادس قيادة الحزب، وشهد الحزب نموا في عدد أعضائه وتأثيره السياسي حتى قيام نظام لوانيس ميتاكساس الدكتاتوري في 4 أغسطس 1936، حيث حُظر الحزب وبدأت حقبة من الملاحقات السياسية قادها رئيس لاستخبارات كوستانتينوس مانياداكي، وأنشئت فيها معسكرات الاعتقال الأولى للناشطين اليساريين والشيوعيين، وسُجنت قيادة الحزب وعدد كبير من أعضائه أو تعرضوا للنفي إلى الجزر الإيجية المعزولة. على الرغم من قلة تعدادهم، تابع الحزب الشيوعي اليوناني ومنظماته العمل في جميع المدن اليونانية الرئيسية، ولا سيما في المناطق الصناعية مثل أثينا وبيرايوس وباترا وثيسالي وفولوس وتسالونيكي وكافالا وأماكن أخرى.
تعاون الحزب الشيوعي اليوناني مع الأحزاب الشيوعية الأخرى التي تأسست حديثًا لمعارضة صعود الحركة الفاشية في أوروبا. في عام 1932، أصدر الكومنترن مرسومًا بتشكيل جبهات أممية معادية للفاشية. استجاب الحزب الشيوعي اليوناني بإنشاء جبهة الشعب، التي كانت أضخم منظمة ماركسية مناهضة للفاشية في اليونان.
تطوع أعضاء الحزب الشيوعي اليوناني للقتال إلى جانب الحكومة الجمهورية الإسبانية خلال الحرب الأهلية الإسبانية بين عامي 1936 و1939. انضم نحو 440 يوناني إلى صفوف اللواء الأممي، ولا سيما ألوية مثل اللواء الأممي الخامس عشر وكتيبة ديميتروف، الذين كانا يضمان أعضاء عديدين رفيعي المستوى في الحزب الشيوعي اليوناني.

## الحزب الشيوعي اليوناني والقضية المقدونية
في أعقاب حرب البلقان لعامي 1912 و1913 والحرب العالمية الأولى بين عامي 1916 و1918 والحرب اليونانية التركية الكارثية بين عامي 1919 و1922، كان هناك مقاربات دبلوماسية من جانب القوى العظمى لتلك الحقبة بهدف إعادة ترسيم الحدود اليونانية، استنادًا إلى العلاقات بين بلغاريا وتركيا والولايات المتحدة التي كانت تضغط من أجل كسب المزيد من الأراضي لتحسين طرق التجارة مع الإمبراطورية البريطانية. كانت الأحزاب الحاكمة تحاول في الآن نفسه نقل أجزاء من شمال اليونان (مقدونيا وتراقيا) إلى بلغاريا وتركيا وعودة الجزر في بحر إيجة وأجزاء من أراضي مقدونيا إلى ممكلة يوغسلافيا. تكررت هذه السياسة عدة مرات خلال فترة ما قبل الحرب.
كانت الأقليات الأقليات الدينية والإثنية التي كانت تعيش آنذاك داخل الحدود اليونانية شمالي اليونان المحرك الرئيسي لمطالبهم. عارض الحزب الشيوعي اليوناني أي لعبة جيوستراتيجية في المنطقة من شأنها أن تستخدم الأقليات لبدء حرب إمبريالية جديدة في المنطقة. في مؤتمره الثالث عام 1924، أعلن الحزب الشيوعي اليوناني سياسته لتقرير مصير الأقليات، مشيرًا إلى الأقليات في مقدونيا. أمليت سياسة الحزب من قبل كل نظرية ماركسية لينينية تنص على وجوب تقرير أي أقليات مصيرها بنفسها في ظل دولة اشتراكية مشتركة وكانت جذورها تعود إلى نموذج الاتحاد السوفييتي الذي تأسس حديثًا.
في عام 1924، عبر الحزب الشيوعي اليوناني عن الموقف الرسمي للأممية الثالثة الرامي إلى «مقدونيا وتراقيا مستقلتين». اختلف بعض الأعضاء مع هذا الموقف، إلا أنه بقي الموقف الرسمي للحزب وتسبب بطرد الدولة اليونانية للشيوعيين. كان الكثيرون ينظرون إلى الحزب الشيوعي اليوناني بصفته حزبًا تمثلت سياسته ب«فصل مناطق واسعة من شمال اليونان». وفقًا لريتشارد كلوغ «أملي هذا من قبل الكومنترن وأضر بشعبية الشيوعية في ذلك الوقت».